# M-63 Plamen
M-63 Plamen je prvi večcevni raketomet, razvit v SFRJ. 

## Zgodovina
Razvoj sistema se je začel leta 1958 do leta 1963 pa so bili izdelani prvi prototipi za JLA. Ti so takoj prišli v uporabo, oboroženi pa so bili z raketo Plamen-A. Kasneje je bila razvita posodobljena raketa z novo bojno glavo, nekaj kasneje pa še Plamen-S s povečanim dometom.
Sistem Plamen ima 32 cevi kalibra 128 mm, rakete pa so lahko opremljene s šrapnelnimi ali šolskimi bojnimi konicami. Efekt rakete na cilju je ekvivalenten efektu artilerijske granate kalibra 105 mm. Rafal 32 projektilov je mogoče regulirati. Tako lahko Plamen rafal izstreli v 6,4, 12,8 ali 19,2 sekundah.
Osnovni model je postavljen na enoosno prikolico, namenjeno vleki z vozili, ki imajo vlečno kljuko nameščeno na višini 800 mm. Bojni komplet lanserja obsega 64 projektilov, za oskrbovanje sistema pa skrbi 7 vojakov.
VR M63 Plamen je namenjen ognjeni podpori pehote, glavni cilj pa je sovražnikova živa sila in neoklopljena bojna sredstva. Poleg tega so ga v bojih na tleh bivše Jugoslavije večkrat uporabili tudi za napad na neutrjene objekte. 
Vojska Srbije in vojska Črne Gore uporabljata tudi leta 1994 posodobljeno samohodno različico sistema imenovano M63/94 Plamen-S, ki je nastala tako, da so lanser montirali na kamion TAM-150 s pogonom 6x6 . V Hrvaški so po vzoru na Plamen razvili večcevne raketometa RAK-12 in RAK-24.
M63 Plamen je bil pogosto uporabljeno orožje v vojnah na tleh bivše Jugoslavije.

## Uporabniki
- Srbija - 18 M-94 Plamen-S (30 v rezervi)[1]
- Hrvaška - ?
- Bosna in Hercegovina - 20
- Severna Makedonija - 12
- Slovenija - 4
- Ciper - 24

### Nekdanji uporabniki
- Jugoslavija